# Терароса (Маса-Карара)
Терароса је насеље у Италији у округу Маса-Карара, региону Тоскана.
Према процени из 2011. у насељу је живело 1334 становника. Насеље се налази на надморској висини од 84 м.